# Philodromus anomalus
Philodromus anomalus är en spindelart som beskrevs av Willis J. Gertsch 1934. Philodromus anomalus ingår i släktet Philodromus och familjen snabblöparspindlar. Inga underarter finns listade i Catalogue of Life.